# アルトゥール・ローター
アルトゥール・マルティン・ローター（ドイツ語: Artur Martin Rother, 1885年10月12日 - 1972年9月22日）は、現在のポーランド、シュチェチンに生まれたドイツ人指揮者。

## 略歴
フーゴ・カウンの指導を受ける。ヴィースバーデン歌劇場の指揮者を務めたのち、ベルリン・ドイツ・オペラの音楽監督となる。1945年1月23日、ローターと、ピアニスト・ヴァルター・ギーゼキング、ベルリン帝国放送交響楽団とが共演した最初期のステレオ録音が残されている。曲目はベートーヴェンのピアノ協奏曲第5番 変ホ長調 作品73「皇帝」である。アッシャウにて逝去。